# Aglossosia consimilis
Aglossosia consimilis är en fjärilsart som beskrevs av George Francis Hampson 1918. Aglossosia consimilis ingår i släktet Aglossosia och familjen björnspinnare. Inga underarter finns listade i Catalogue of Life.